# Köprülü Hüseyin Pacha
Köprülü Amcazade Hacı Hüseyin Pacha, né en 1644 et mort le 19 septembre 1702 à Silivri (Empire ottoman), est un militaire et homme d'État ottoman.

## Biographie
Köprülü Hüseyin Pacha devient grand vizir de l'Empire ottoman le 17 septembre 1697, après la défaite militaire et la mort de son prédécesseur Elmas Mehmed Pasha lors de la bataille de Zenta le 11 septembre précédent.
Il est contraint de négocier et de signer la paix de Karlowitz en 1699. Ce traité met fin à la grande guerre turque de 1683-1699. L'Empire ottoman cède à l'Autriche des parties importantes de la Croatie, la Slavonie, la Hongrie et de la Transylvanie. 
Köprülü Hüseyin Pacha demeure grand vizir jusqu'à sa mort en 1702.